# Siriometer
Siriometer je redko uporabljana astronomska enota za merjenje razdalj v astronomiji. Enaka je 106 astronomskih enot (a.e.), to je milijonkrat povprečna razdalja med Zemljo in Soncem ali 15,813 svetlobnih let ( 1 svetlobno leto je enako 0,0633 siriometrov). 1 siriometer je tudi 1,496.1017 Pm  (petametrov) .
Enota se je uporabljala za merjenje razdalj od Zemlje do vidnih zvezd. Prvi jo je določil [nemško-[angleški glasbenik, skladatelj in astronom William Herschel (1738 – 1822). Predpostavil je, da so vse zvezde več ali manj enako svetle. Za osnovo merske enote je vzel razdaljo do zvezde Sirij (od tod ime). Tako bi naj bila razdalja do zvezde Sirij enaka točno 1 siriometer (danes vemo, da je razdalja do Sirija okoli 8,6 svetlobnih let). S pomočjo primerjave svetlosti drugih zvezd (svetlost pada s kvadratom razdalje) bi lahko določil razdalje do drugih zvezd. Zgled: Zvezda, ki bi bila štirikrat manj svetla, bi bila dvakrat bolj oddaljena.
Uporabo te enote je predlagal švedski astronom Carl Vilhelm Ludwig Charlier (1862 – 1934) v letu 1911.